# Ilk, Szabolcs-Szatmár-Bereg
Ilk  este un sat în districtul Vásárosnamény, județul Szabolcs-Szatmár-Bereg, Ungaria, având o populație de 1.274 de locuitori (2011). 

## Demografie
Componența etnică a satului Ilk
     Maghiari (87,92%)
     Romi (11,85%)
     Ruși (0,23%)
Componența confesională a satului Ilk
     Reformați (68,45%)
     Romano-catolici (4,95%)
     Fără religie (4,16%)
     Greco-catolici (2,83%)
     Necunoscută (19,62%)
     Alte religii (6,67%)
Conform recensământului din 2011, satul Ilk avea 1.274 de locuitori. Din punct de vedere etnic, majoritatea locuitorilor (87,92%) erau maghiari, cu o minoritate de romi (11,85%).  Din punct de vedere confesional, majoritatea locuitorilor (68,45%) erau reformați, existând și minorități de romano-catolici (4,95%), persoane fără religie (4,16%) și greco-catolici (2,83%). Pentru 19,62% din locuitori nu este cunoscută apartenența confesională.